# Ivana Gottová
Ivana Gottová, rozená Macháčková, (* 20. ledna 1976 Opava) je česká moderátorka a vdova po zpěvákovi Karlu Gottovi.

## Život

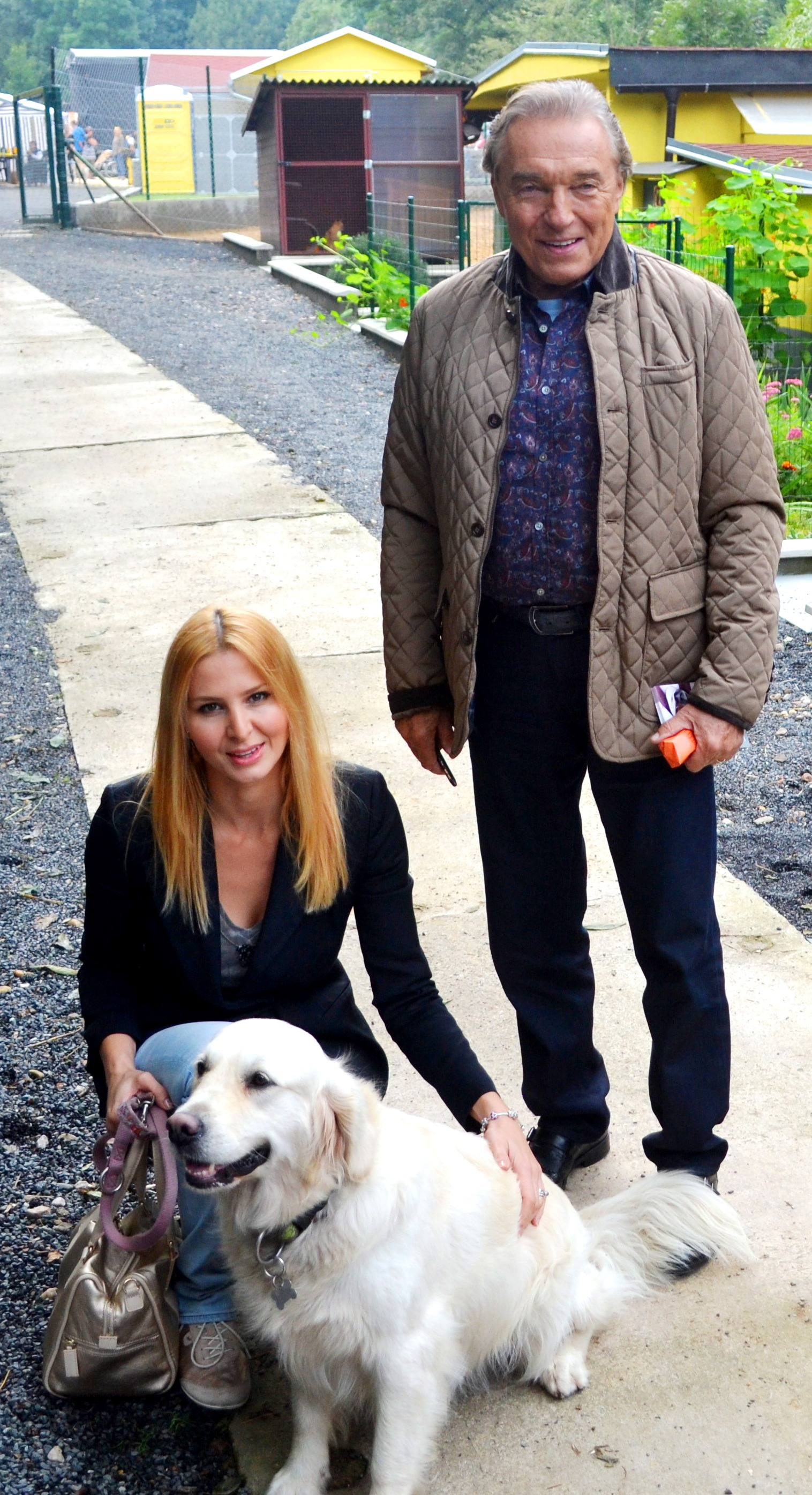
Manželé Gottovi na akci Helppes v Praze v roce 2014

Ivana Gottová pochází z Opavy, kde také vystudovala střední zdravotnickou školu. Má bratra Pavla, který pracuje jako ortoped. Po studiu odjela do USA, kde tři roky pracovala jako au pair. Potom se vrátila do Česka a pracovala jako osobní asistentka zahraničních herců, kteří v Česku natáčeli filmy. Pracovala také jako produkční Divadla Broadway.
Od července 2010 do června 2015 moderovala pořad VIP zprávy na televizní stanici Prima. Od října 2011 studovala na Univerzitě Jana Amose Komenského v Praze obor Sociální a mediální komunikace, který v červnu 2014 úspěšně zakončila titulem bakalář.
Se zpěvákem Karlem Gottem se jim 30. dubna 2006 narodila první dcera Charlotte Ella. Dne 7. ledna 2008 v Las Vegas se za Karla Gotta vdala a 28. května 2008 se jim narodila jejich druhá dcera Nelly Sofie.
Byla ambasadorkou projektu Avon Pochod proti rakovině prsu v letech 2012, 2013 a 2014.
V roce 2013 vydala audio CD Andělské pohádky na dobrou noc se 7 pohádkami, které namluvila a nazpívala se svými dcerami.
Od roku 2016 byla součástí managementu svého manžela Karla Gotta.
Po smrti svého manžela organizovala dva vzpomínkové koncerty (Pocta Karlu Gottovi), o kterých s ním ještě před jeho skonem hovořila.